# Birutė Galdikas
Birutė Galdikas, OC (Wiesbaden, 1946. május 10. –) litván-kanadai antropológus, primatológus, etológus, biológus, zoológus, természetvédő és szerző. Az orangutánok szociális és családi életének legismertebb kutatója.

## Életrajz
Birutė Galdikas 1946. május 10-én született Wiesbadenben, Németországban.
Tanulmányai során találkozott Dr. Louis Leakeyvel, akinek a megbízására Borneóba ment, hogy tanulmányozza az orángutánok viselkedését. Rajta kívül Dian Fossey figyelte meg a hegyi gorillákat Ruandában, illetve Jane Goodall a csimpánzokat a Gombe-patak mellett.